# Primula egaliksensis
Primula egaliksensis — вид трав'янистих рослин родини Первоцвітові (Primulaceae), поширений на півночі Північної Америки. Рослина вирізняється порівняно мало-квітковими суцвіттями; фіолетові й білі віночки однаково поширені й іноді трапляються разом у межах популяцій.

## Опис
Рослини 4–12.5 см. Кореневища тонкі, короткі. Листя не ароматичне, різко черешкове; черешок не крилатий; листова пластина еліптична, 1.5–5.5 × 0.5–0.9 см, тонка, поля цілі, хвилясті або злегка зубчасті, вершина округла, поверхні голі. Суцвіття 1–3(6)-квіткові. Квітоніжки похилі, тонкі, гнучкі, 2–9 мм, у 1–3 рази довші за приквітки. Квіти: чашечка зелена або з фіолетовими смужками, циліндрична, 4–6 мм; віночок білий або лавандовий, труба 6–8 мм, у 1–1.2 довша за чашечку, ободок 6–8 мм діам. Коробочки вузькоциліндричні, довжиною в 1.5–2 рази більші за чашечки. 2n=36(4x), 40(4x).

## Поширення
Північна Америка: Ґренландія, Канада, США. Вид був присутній у прикордонній з Арктикою місцевості в Ейяфйорді (ісл. Eyjafjördur), Ісландія, але це місце проживання тепер знищене. Населяє береги потоків, болотистий ґрунт; 0—2400 м.